# Сфагнум оманливий
Сфагн оманливий (Sphagnum fallax Klinggr.) — вид мохів з родини сфагнових. Він є одним з мохів, які посідають провідне місце в торфоутворенні.

## Опис
Рослина м'яка, досить ніжна. На поверхні боліт сфагн оманливий утворює жовто-зелені або буро-зелені пухкі дернини. Якщо висушити сфагн, він набуде білого кольору. Стебло сфагну оманливого добре розгалужене, не містить ризоїдів (несправжніх коренів), у верхній частині має вигляд головки, густо облиснене. Листки головного стебла дуже дрібні — до 3(4) міліметрів у довжину. Також листки тоненькі, яйцеподібні або трикутні, із загостреною верхівкою. Листки бічних гілочок ланцетні, по краях хвилясті, поступово звужені в дрібнозубчасту верхівку. Спорогони розвиваються на верхівках бічних пагонів. Коробочка маленька, бура.

## Поширення
Сфагн росте в заболочених соснових, рідше мішаних лісах, на лісових болотах. Звичайно на Поліссі і в північному Лісостепу. Один з найбільш поширених торфових мохів.

## Гігроскопічність
У цього виду, як і у всіх сфагнів, виявлена гігроскопічність — властивість поглинати вологу з зовнішнього середовища. Це відбувається тому, що у сфагнів є два види клітин — живі та мертві. Мертві клітини, які складають більшість, всередині мають порожнину, яка заповнена повітрям. Живі клітини витягнутої форми, вони оточують групи мертвих клітин. Саме в них протікає процес фотосинтезу. Коли висушений сфагн помістити у воду, він зможе увібрати в 30 разів більше вологи, ніж маса власного тіла. Це відбувається тому, що вода заповнює порожнини всередині мертвих клітин. Саме це явище називають гігроскопічністю.